# Hello World: The Motown Solo Collection
| Críticas profissionais | Críticas profissionais |
| Avaliações da crítica  | Avaliações da crítica  |
| Fonte                  | Avaliação              |
| ---------------------- | ---------------------- |
| Allmusic               | [ 1 ]                  |

Hello World: The Motown Solo Collection é uma coletânea musical de três discos e 71 faixas lançada por Michael Jackson comemorando os primeiros anos de sua parceria com a Motown Records. Os discos trazem 4 LP's lançados quando Michael estava em parceria com a gravadora (1971 a 1975), além de canções lançadas depois que ele deixou a empresa.

## Antecedentes e Lançamento
Em 12 de Junho de 2009 a Universal Music Group por meio de sua gravadora Hip-O Records anunciou em sua página no Twitter que o conjunto com 3 discos estava disponível para pré venda, com data de entrega marcada para 3 de julho, mesma data que o produto seria disponibilizado para as lojas de varejo, no entanto algumas cópias foram disponibilizadas em 26 de junho, após a morte de Michael.
O conjunto foi lançado digitalmente no iTunes em 30 de junho. A data de lançamento causou certa polêmica pois especulou-se que a Motown teria aproveitado a repercussão da morte recente de Jackson como precursor para grandes vendas. Esse rumor foi negado pelos fãs que disseram que ter sido avisados por e-mail sobre a data de lançamento no iTunes antes da morte de Michael.

## Lista de Faixas

### Disco 1
| N.º | Título                                          | Compositor(es)                                          | Duração |  |
| 1.  | "Ain't No Sunshine"                             | Bill Withers                                            | 4:09    |  |
| 2.  | "I Wanna Be Where You Are"                      | Leon Ware, Arthur "T-Bone" Ross                         | 3:01    |  |
| 3.  | "Girl Don't Take Your Love from Me"             | Willie Hutch                                            | 3:46    |  |
| 4.  | "In Our Small Way"                              | Beatrice Verdi, Christine Yarian                        | 3:34    |  |
| 5.  | "Got to Be There"                               | Elliot Willensky                                        | 3:23    |  |
| 6.  | "Rockin' Robin"                                 | Thomas                                                  | 2:31    |  |
| 7.  | "Wings of My Love"                              | Corporation                                             | 3:32    |  |
| 8.  | "Maria (You Were the Only One)"                 | Lawrence Brown, Linda Glover, George Gordy, Allen Story | 3:41    |  |
| 9.  | "Love Is Here and Now You're Gone"              | Holland-Dozier-Holland                                  | 2:51    |  |
| 10. | "You've Got a Friend"                           | Carole King                                             | 4:53    |  |
| 11. | "Ben"                                           | Don Black, Walter Scharf                                | 2:44    |  |
| 12. | "The Greatest Show on Earth"                    | Mel Larson, Jerry Marcellino                            | 2:48    |  |
| 13. | "People Make the World Go Round"                | Thom Bell, Linda Creed                                  | 3:15    |  |
| 14. | "We've Got a Good Thing Going"                  | The Corporation                                         | 2:59    |  |
| 15. | "Everybody's Somebody's Fool"                   | Ace Adams, Lionel Hampton                               | 2:59    |  |
| 16. | "My Girl"                                       | Smokey Robinson, Ronald White                           | 3:08    |  |
| 17. | "What Goes Around Comes Around"                 | Levinsky, Stokes, Meyers, Weatherspoon                  | 3:33    |  |
| 18. | "In Our Small Way"                              | Beatrice Verdi, Christine Yarian                        | 3:39    |  |
| 19. | "Shoo-Be-Doo-Be-Doo-Da-Day"                     | Henry Cosby, Sylvia Moy, Stevie Wonder                  | 3:21    |  |
| 20. | "You Can Cry on My Shoulder"                    | Berry Gordy                                             | 2:39    |  |
| 21. | "Don't Let It Get You Down" (Original Mix)      | Mel Larson, Jerry Marcellino, Deke Richards             | 2:50    |  |
| 22. | "You've Really Got a Hold on Me" (Original Mix) | Smokey Robinson, White, Rogers                          | 3:24    |  |
| 23. | "Melodie" (Original Mix)                        | Mel Larson, Jerry Marcellino, Deke Richards             | 3:08    |  |
| 24. | "Touch the One You Love" (Original Mix)         | Wayne, Clinton                                          | 2:50    |  |

- Faixas 1-10 de Got to Be There
- Faixas 11-20 de Ben
  - Faixa 18 contém conteúdo não lançado no álbum original.
- Faixas 21 & 23 originalmente lançado em Anthology

### Disco 2
| N.º | Título                                       | Duração |  |
| 1.  | "With a Child's Heart"                       | 3:29    |  |
| 2.  | "Up Again"                                   | 2:50    |  |
| 3.  | "All the Things You Are"                     | 2:59    |  |
| 4.  | "Happy" (Love Theme de Lady Sings the Blues) | 3:25    |  |
| 5.  | "Too Young"                                  | 3:38    |  |
| 6.  | "Doggin' Around"                             | 2:52    |  |
| 7.  | "Johnny Raven"                               | 3:33    |  |
| 8.  | "Euphoria"                                   | 2:50    |  |
| 9.  | "Morning Glow"                               | 3:37    |  |
| 10. | "Music and Me"                               | 2:38    |  |
| 11. | "We're Almost There"                         | 3:42    |  |
| 12. | "Take Me Back"                               | 3:24    |  |
| 13. | "One Day in Your Life"                       | 4:15    |  |
| 14. | "Cinderella Stay Awhile"                     | 3:08    |  |
| 15. | "We've Got Forever"                          | 3:10    |  |
| 16. | "Just a Little Bit of You"                   | 3:10    |  |
| 17. | "You Are There"                              | 3:21    |  |
| 18. | "Dapper Dan"                                 | 3:11    |  |
| 19. | "Dear Michael"                               | 2:35    |  |
| 20. | "I'll Come Home to You"                      | 3:02    |  |
| 21. | "Girl You're So Together" (Original Mix)     | 2:59    |  |
| 22. | "Farewell My Summer Love" (Original Mix)     | 3:37    |  |
| 23. | "Call on Me" (Original Mix)                  | 3:21    |  |

- Faixas 1-10 de Music & Me
- Faixas 11-20 de Forever, Michael
- Faixa 23 originalmente lançada em Anthology

### Disco 3
| N.º | Título                                                      | Duração |  |
| 1.  | "When I Come of Age"                                        | 2:37    |  |
| 2.  | "Teenage Symphony"                                          | 2:45    |  |
| 3.  | "I Hear a Symphony"                                         | 3:01    |  |
| 4.  | "Give Me Half a Chance"                                     | 3:26    |  |
| 5.  | "Love's Gone Bad"                                           | 3:08    |  |
| 6.  | "Lonely Teardrops"                                          | 2:40    |  |
| 7.  | "You're Good for Me"                                        | 3:15    |  |
| 8.  | "That's What Love Is Made Of"                               | 3:24    |  |
| 9.  | "I Like You the Way You Are (Don't Change Your Love on Me)" | 2:57    |  |
| 10. | "Who's Lookin' for a Lover"                                 | 2:50    |  |
| 11. | "I Was Made to Love Her"                                    | 3:20    |  |
| 12. | "If'n I Was God"                                            | 3:02    |  |
| 13. | "To Make My Father Proud" (Original Mix)                    | 4:11    |  |
| 14. | "Here I Am (Come and Take Me)" (Original Mix)               | 2:45    |  |
| 15. | "Twenty-Five Miles" (Original Mix)                          | 3:18    |  |
| 16. | "Don't Let It Get You Down"                                 | 3:02    |  |
| 17. | "You've Really Got a Hold on Me"                            | 3:30    |  |
| 18. | "Melodie"                                                   | 3:24    |  |
| 19. | "Touch the One You Love"                                    | 2:48    |  |
| 20. | "Girl You're So Together"                                   | 3:12    |  |
| 21. | "Farewell My Summer Love"                                   | 4:24    |  |
| 22. | "Call on Me"                                                | 3:39    |  |
| 23. | "Here I Am (Come and Take Me)"                              | 2:56    |  |
| 24. | "To Make My Father Proud"                                   | 4:04    |  |

- Faixas 1-12 de Looking Back to Yesterday
- Faixa 15 lançado na forma de remix em The Original Soul of Michael Jackson
- Faixas 16-24 de Farewell My Summer Love